# Tűzballon

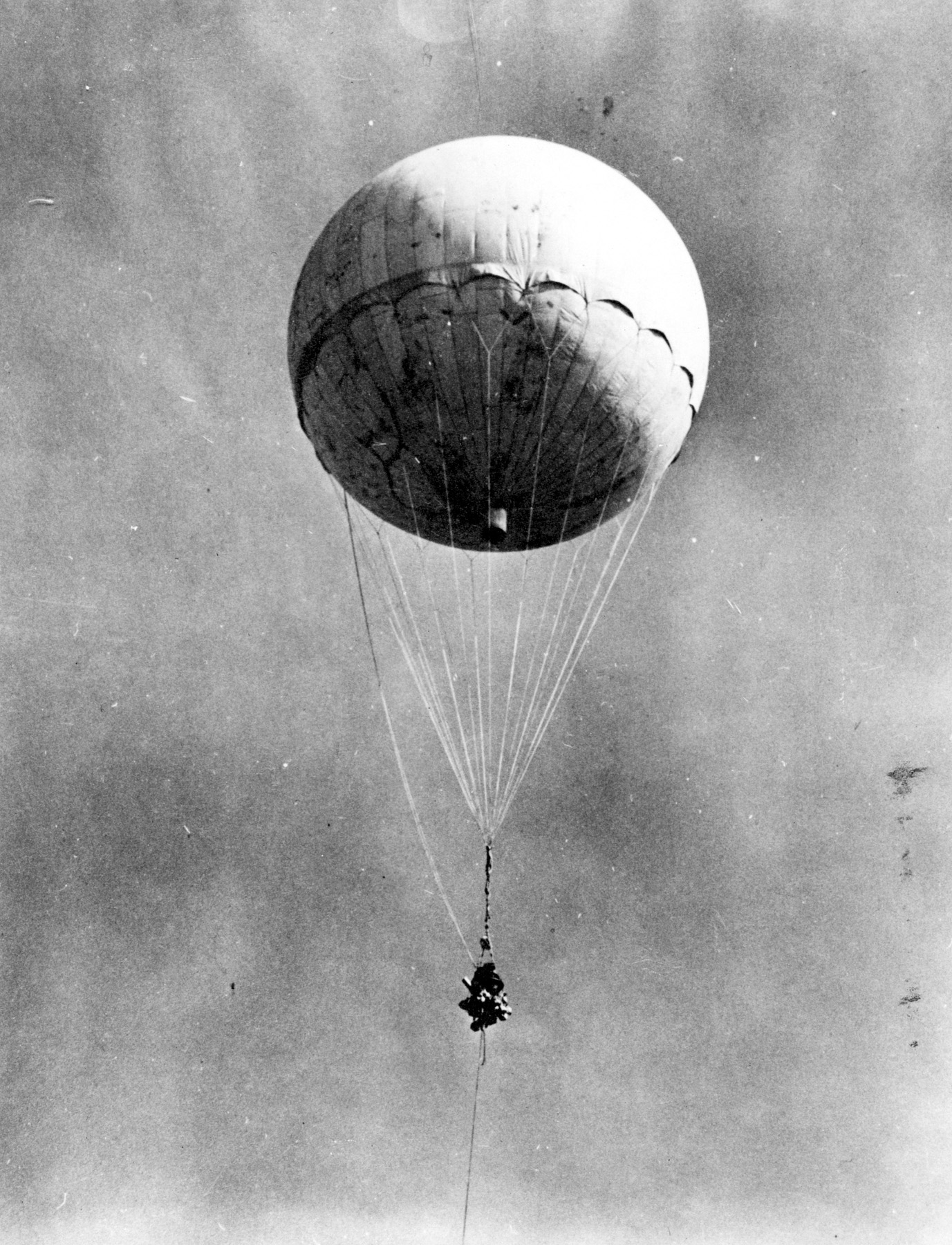

A tűzballon (風船爆弾 fúszen bakudan, szó szerint „ballon bomba”) avagy a Fu-go a második világháborúban a japánok által bevetett fegyver volt. A hidrogéngázzal töltött légballonok képesek voltak akár 15 kilós bombákat is elszállítani, további 4 gyújtóbombával és a ballasztnak használt homokzsákokkal együtt. A léggömbök a Csendes-óceán feletti, keleti irányú futóáramlatot kihasználva jutottak el az Amerikai Egyesült Államok és Kanada területére, de nem okoztak különösebb pusztítást.

## Áttekintés
Az első léggömböket 1944. november 3-án engedték útjukra, és egész 1945 áprilisáig több mint 9000 Fu-Go került bevetésre. Ebből alig 1000 érhette el ténylegesen Észak-Amerika területét. A léggömbök csak minimálisan váltották be a hozzájuk fűzött reményeket, egyetlen halálos kimenetelű eset kapcsolódik hozzájuk (6 halottal), és csak minimális károkat okoztak. Alaszkában, Washingtonban, Oregonban, Kaliforniában, Arizonában, Idahóban, Montanában, Utahban, Wyomingben, Coloradóban, Texasban, Kansasban, Nebraskában, Észak- és Dél-Dakotában, Michiganban, Iowában, Mexikóban és Kanada területén is találtak ilyen ballonokat, de összesen alig 300 került elő.
A japánok kétféle ballont terveztek. Az első terv a „Type B Ballon” nevet viselte, és a haditengerészet készítette, először főleg meteorológiai megfigyelésekre használták. Ezek a 9 méteres átmérőjű, 170 kilogrammos léggömbök gumival bevont selyemből készültek. A meteorológiai megfigyeléseknek köszönhetően tudták megállapítani, hogyan juttathatnak léggömbökkel bombákat Észak-Amerika területére. Holott a „Tybe B” jobb minőségűnek bizonyult, összesen csak 300 készült el belőle, anyaghiány miatt.
A második típusú ballonok („Type A”) már az éles bevetésen használt bombaszállítók voltak. Átmérőjük 10 méter, feltöltésükhöz 540 m³ hidrogénre volt szükség. Ezeket keletről, Honsú szigetéről indították el. Egy légballon kibocsátásához 30 emberes legénységre volt szükség, és nagyjából fél órát vett igénybe, ami megfelelő körülmények között akár 150 ballon elindítását tette lehetővé.

## Eredet
A léggömb hadjárat volt a negyedik, amely Amerika szárazföldi területeit célozta meg. Az ötlet a Japán Császári Hadsereg kilencedik szárazföldi csapatának kilencedik kutatási laboratóriumának alvezérőrnagyának, Szuejosi Kuszabáé volt, aki Teidzsi Takada műszaki vezetővel és kollégáival dolgozott együtt a projekten. A léggömbök az erős téli légáramlatok kihasználását alapul véve jutottak át az amerikai kontinensre. A futóáramlat Easaburo Oisi jelentése szerint 9.15 kilométer magasságban, akár 3 nap alatt juttathat el egy nagy ballont a Csendes-óceán felett, több mint 8000 kilométernyi távolságban. Ezek a léggömbök gyújtó- és nagy robbanóerejű bombákat szállítottak az Egyesült Államok irányába. Céljuk emberi életek kioltása, épületek lerombolása és erdők porig égetése volt.
A technológiai problémák fennállása miatt az előkészületek sokáig húzódtak. A hidrogénballonok a nap melegétől felhevülve kitágulnak és felemelkednek, de éjszaka lehűlve lezuhannak. A mérnökök végül kifejlesztettek egy magasságmérő rendszert, ami alapján a ballasztoknak használt homokzsákok lecsatolódnak a léggömbről. Amint a léggömbök 9 kilométer alá estek, elektronikusan vezérelve vágták le róluk a homokzsákokat. A homokzsákok egy négyküllős öntött alumínium kormánykerékre voltak erősítve, és kettesével vágták le őket az egyensúly megtartása érdekében. Naponta nagyjából 25 kilogrammot vetett le magáról a léggömb.
Hasonlóképpen, mikor a léggömb 12 kilométer környékére emelkedett, a magasságmérő aktivált egy szelepet, és elkezdte kiengedni a hidrogént. A szelep szintén aktiválódott, ha a léggömbben lévő nyomás elérte a kritikus szintet.
Ez a rendszer 3 napig volt képes reptetni a léggömböt, ez idő alatt már az Egyesült Államok fölé kellett érnie, mire minden ballasztját elhagyta. Ekkor robbanó puskaporral engedték le a bombákat, melyek szintén a kormánykerékhez voltak csatolva. Ekkor a léggömb egyenlítőjéből kiinduló 19,5 méteres biztosíték is meggyulladt. A biztosíték 84 perc alatt égett el, ekkor a bomba felrobbant és elpusztította a léggömböt.
A léggömbnek összesen körülbelül 454 kilogramm felszerelést kellett szállítania. Eleinte gumírozott selyemből készítették őket, majd a szivárgás csökkentése érdekében fejlesztésekre volt szükség. Ekkor tízezres rendelést adtak le eperfából készült vasi papír borítású ballonokra, melyek erősebbek és vízállók voltak. A vasi papír csak nagyjából térkép méretű négyzetes kiszerelésben volt elérhető, ezeket ehető konjaku („az ördög nyelve”) ragasztóval erősítették egymáshoz, 3-4 rétegben.  Ezt a feladatot japán iskolásoknak adták ki, bár ők nem tudták, milyen célra fogják felhasználni az elkészült léggömböket.
A leggyakrabban használt robbanószerkezetek a következők voltak:
- 92-es típusú 15 kilogrammos nagy robbanóerejű bomba: 4,3 kilogramm TNT vagy pikrinsav robbanótöltet, 26 acélgyűrűvel körbevéve, egy 10 cm átmérőjű, 37 cm hosszú acéltokban, melyhez egy 28 cm-es farokrészt hegesztettek.
- 97-es típusú 12 kilogrammos termit gyújtóbomba: a 92-es típusú bomba tokozása, 310 gramm puskaporral, illetve 3 darab, egyenként 1,5 kg termittel megtöltött magnézium tároló rekesszel megtöltve.
- 5 kg-os termit gyújtóbomba: egy 9,5 cm széles, 40 cm hosszú, termittel töltött acéltok, magnézium, kálium-nitrát és bárium-peroxid alapú gyújtószerkezettel.

Hasonló, de kevésbé megmunkált ballonokat Nagy-Britannia is bevetett Németország ellen 1942 és 1944 között.

## Hadművelet

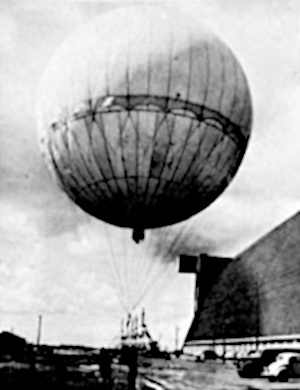
Japán ballonbomba

A léggömbök kibocsátására három zászlóaljat szerveztek. Az első zászlóalj a főhadiszállása és három osztaga együtt 1500 főt jelentett, akik kilenc kilövőállomással rendelkeztek Ocuban (Ibaraki prefektúra). A második zászlóalj 700 embert számlált, három osztag üzemeltetett hat kilövőállomást Icsinomijában, a harmadik zászlóalj pedig 600 főből, két osztagból állt, szintén hat kilövőállomással Fukusimában. Ocuban a hidrogéngázt helyben állították elő, a második és harmadik zászlóalj azonban máshonnan szerezte be azt. A szélviszonyok naplemente előtt néhány órával voltak a ideálisak a léggömbök elindításához, miután a nagynyomású front elhaladt. Megfelelő körülmények csak nagyjából 50 napig álltak fenn a téli időszakban.
Az első léggömböt 1944. november 3-án  indították el. Takada őrnagy is jelen volt, így mesél a látottakról: „A léggömb alakja csak néhány percig volt kivehető felszállása után, míg nem csak egy foltot hagyott maga után a kék égen, akár egy nappali csillag.” Néhány ballon rádiószondát szállított bombák helyett, ezeket több pontról követték nyomon. A hadjárat novembertől márciusig tartott, mert a futóáramlat ilyenkor érte el maximum sebességét. Ez lecsökkentette annak az esélyét, hogy a gyújtóbombák erdőtüzeket okozzanak, hiszen ilyenkor Észak-Amerika erdői hóval borítottak voltak, vagy túl nyirkosak, hogy tűzre kapjanak.  1944. november 4-én az Egyesült Államok haditengerészetének járőrei fedeztek fel először egy rádiószondával ellátott léggömböt San Pedro, Los Angeles felett. A nemzeti és állami szervezetek fokozott készültséget rendeltek el már november vége előtt, mikor már Wyoming és Montana területén is észlelték a léggömböket.
A hatóságok a Csendes-óceán partvidékeit nyilvánították a legveszélyeztetettebb területnek erdőtűz szempontjából. A Negyedik Légierő, a Nyugati Védelmi Parancsnokság és a Kilencedik Szolgálati Parancsnokság kialakította a Szentjánosbogár (Firefly) projektet. 2700 csapat, köztük 200 ejtőernyős az 555. Ejtőernyős Gyalogos Zászlóaljból, Stinson L-5 Sentinel és Douglas C-47 repülőgépekkel felszerelve. A tűzoltási bevetések alatt egy haláleset történt, és 22-en sérültek meg.
1945 elejére már Kaliforniától Alaszkáig többen látták a léggömböket és hallottak robbanásokat, az amerikai kormány azonban teljesen elhallgatta a történéseket. Tartottak tőle, hogy bárki is támadja őket ily módon, ha túl nagy figyelmet szentelnek neki, talán még erőteljesebb támadásba kezdenek. A szemtanúk egyre több kráterről számoltak be,  melyeket repeszgránátok okozhattak, Los Angelesben pedig vasdarabok hullottak az utcákra.
1945 februárjában és márciusában a Kanadai Királyi Légierő pilótái befogtak és megsemmisítettek két léggömböt. 
Március 10-én az egyik utolsó léggömb A Manhattan Project termelési egységének közelében szállt le, és rövidzárlatot okozott az elektromos áram szállításában és az atomreaktor hűtőrendszerében, de a biztonsági berendezés szinte azonnal elhárította a problémát.

## Szövetséges vizsgálatok

Japán háborús ballon

Annak ellenére, hogy nem okoztak nagy pusztítást, a hatóságok mégis tartottak a léggömböktől. Egyrészt, mert fennállt az esélye, hogy szerencsével járnak, másrészt hallottak a japánok biológiai fegyverkísérleteiről, pontosabban a 731-es Alakulat munkálatairól, és tartottak tőle, hogy a léggömbök a biológiai hadviselés részét képezik.
Nem gondolták volna, hogy a ballonok egyenesen Japánból érkeznek. Úgy tartották, Észak-Amerika partjainál lehetnek a kilövőállomások, ahová tengeralattjárókkal érkeznek az ellenséges alakulatok. Egyesek szerint akár hadi fogolytáborokból német fegyencek, vagy esetleg a Japán-Amerikai internáló központokból is indíthatták őket.
A Fu-Gók által elejtett homokzsákok homokját megvizsgálva az amerikai tudósok rájöttek, hogy az ásványi összetétel és a mikroszkopikus tengeri élőlények alapján semmiképp sem amerikai homokról van szó. Pontosan meg tudták határozni, Japán mely partjairól származhat a homok, ám ekkorra a léggömb hadjárat már majdnem véget ért.

## Eltussolás
A bombák ugyan nem okoztak nagy pusztítást, a lehetősége megvolt, hogy a tűzesetek komolyabb következményekkel járjanak. A bombák szintén erős pszichológiai hatást gyakorolhattak az amerikai lakosságra. A hatóságok ezen okokból úgy döntöttek, teljes titokban tartják a japánok előtt a léggömbök hatásosságát.
1945-ben a Newsweek című folyóirat január elsejei számában közölt egy cikket „Léggömb rejtély” címmel, másnap pedig szintén hasonló témában cikkezett egy másik hírlap. Ezután a hírlapok és rádióállomások felszólítást kaptak, melyben megtiltották nekik a téma bárminemű említését a jövőben. El akarták kerülni, hogy a japánok sikeresnek higgyék a ballon hadjáratot, és a tömeghisztéria lehetőségét is ki akarták zárni. Innentől kezdve csak „papír” fedőnéven hivatkoztak a léggömbökre. Talán ez lehetett az oka, hogy a japánok 1945 áprilisában berekesztették a hadjáratot, alig fél év után.
Az első haláleset után azonban sokan támadták az Egyesült Államok sajtóját, hiszen ha tájékoztatták volna a nyilvánosságot, elkerülhetőek lettek volna az áldozatok.

## Az egyetlen halálos támadás
1945. május 5-én egy várandós nő és öt gyerek vesztette életét, mikor hozzáértek egy léggömbhöz, amelyen még rajta volt egy bomba. A szemtanúk megpróbálták kézzel eloltani a tüzet, de már nem tudtak segíteni az áldozatokon.
A japán diákok, akik részt vettek a léggömbök készítésében, 1987-ben részvétnyilvánító levelet írtak az áldozatok hozzátartozóinak. A levelek mellé papírrepülőket hajtogattak, amik Japánban a gyógyítás és béke jelképei. Ezen kívül nem volt halálos áldozata a hadműveletnek.

## A második világháború után
A háború után további léggömböket találtak. Az 1940-es években nyolcat, az 1950-es években hármat, majd kettőt az 1960-as években.
1978-ban akadtak rá egy ballasztgyűrűre, gyújtózsinórokra és barométerekre Agnessben (Oregon állam), melyek ma a Coos Történelmi és Tengerészeti Múzeum gyűjteményében találhatók.
Kanadában egy egész léggömb megtekinthető a Kanadai Háborús Múzeumban. 2014 októberében Lumby-ban találtak maradványokat egy ballon bombából.